# Library Management Systems
I Library Management Systems (LMS, Sistemi di gestione delle biblioteche in italiano) o anche sistemi bibliotecari integrati (ILS, Integrated Library Systems) sono software per la gestione di una biblioteca. Sono spesso costituiti da pacchetti di moduli diversi, corrispondenti alle diverse funzioni di gestione dei servizi di una biblioteca e permettono di gestire il patrimonio librario, i prestiti, gli ordini e la ricerca.
Un sistema di gestione della biblioteca di solito comprende un database relazionale, il software per interagire con il database, e due interfacce grafiche: una per gli utenti, una per il personale. La maggior parte separa le funzioni software in moduli, ognuno dei quali integrato in un'interfaccia unica. Esempi di moduli:
- gestione delle acquisizioni (ordini, ricezione e fatturazione)
- gestione della catalogazione (classificazione e indicizzazione di materiale)
- gestione della circolazione (libri in prestito agli utenti)
- gestione dei periodici (riviste e giornali)
- OPAC (interfaccia pubblica del catalogo per gli utenti)

## Lista di sistemi di gestione delle biblioteche

### Open-source
- ClavisNG di Comperio srl

- Evergreen
- Greenstone
- Invenio
- Koha
- Kuali OLE
- PMB
- NewGenLib
- OpenBiblio
- PhpMyBibli
- VuFind

### Proprietari
- Alma di Ex Libris
- Virtua di VTLS, Inc.
- Dynix di SirsiDynix
- Millennium di Innovative Interfaces, Inc.
- Polaris ILS di Polaris Library Systems
- SebinaNEXT Archiviato l'8 luglio 2023 in Internet Archive. di DM Cultura s.r.l.
- Voyager di Ex Libris, precedentemente from Endeavor
- TLM di So.Se.Bi.
- Zetesis di H&T srl.

| Controllo di autorità | LCCN (EN) sh95003216 · GND (DE) 4299146-8 · J9U (EN, HE) 987007544309505171 |